# 80,000 Suspects
Pour plus de détails, voir Fiche technique et Distribution.
80,000 Suspects est un film britannique réalisé par Val Guest, sorti en 1963.

## Synopsis
Une épidémie de variole s'est déclenchée à Bath. Le docteur Steven Monks et sa femme Julie, une ex-infirmière, se consacrent au combat contre l'épidémie. Julie est contaminée par le virus, mais récupère lentement et avoue ses problèmes matrimoniaux au Père Maguire. Ruth Preston, la femme d'un collègue de Steven, avec qui il a eu une liaison, disparaît. Clifford Preston, son mari, veut que Steven avoue cette aventure à Julie. Une nouvelle victime est signalée dans un hôtel semi-abandonné. À son arrivée Steven reconnaît les affaires de Ruth et on part à sa recherche. Ruth, maintenant terriblement malade, téléphone à Steven. Il se rend à l'hôtel avec Julie mais à leur arrivée ils trouvent le bâtiment livré aux flammes. Ruth y a mis le feu pour empêcher la propagation de la maladie.

## Fiche technique
- Titre original : 80,000 Suspects
- Réalisation : Val Guest
- Scénario : Val Guest, d'après le roman The Pillars of Midnight de Trevor Dudley Smith
- Direction artistique : Geoffrey Tozer
- Costumes : Christian Dior (robe de soirée de Yolande Donlan)
- Photographie : Arthur Grant
- Son : Dudley Messenger, Gordon K. McCallum
- Montage : Bill Lenny
- Musique : Stanley Black
- Production exécutive : Earl St. John
- Production : Val Guest
- Production associée : Frank Sherwin Green
- Société de production : Rank Film Productions
- Société de distribution : J. Arthur Rank Film Distributors
- Pays d'origine :  Royaume-Uni
- Langue originale : anglais
- Format : Noir et blanc  — 35 mm — 2,35:1 (CinemaScope) — son mono
- Genre : drame
- Durée : 113 minutes
- Dates de sortie : Royaume-Uni : 15 août 1963

## Distribution
- Claire Bloom : Julie Monks
- Richard Johnson : Docteur Steven Monks
- Yolande Donlan : Ruth Preston
- Cyril Cusack : Père Maguire
- Michael Goodliffe : Clifford Preston
- Mervyn Johns : Buckridge
- Kay Walsh : l'infirmière en chef
- Norman Bird : Harold Davis
- Basil Dignam : Boswell
- Arthur Christiansen : M. Graney
- Ray Barrett : M. Bennett (inspection sanitaire)
- Andrew Crawford : Docteur Ruddling
- Jill Curzon : Jill, une infirmière
- Vanda Godsell : Agnes Davis
- Ursula Howells : Joanna Duten